# Lista episoadelor din Star Trek: Generația următoare
Aceasta este o listă de episoade a serialului de televiziune științifico-fantastic Star Trek: Generația următoare, care a rulat pe micile ecrane din septembrie 1987 până în mai 1994. Este a treia serie a francizei Star Trek și cuprinde 178 de episoade de-a lungul a șapte sezoane. Atât primul episod al seriei („Encounter at Farpoint”) cât și ultimul („All Good Things...”) au fost difuzate inițial ca un singur episod de două ore, dar ulterior au fost separate în două episoade de câte o oră.
Episoadele sunt enumerate aici în ordinea cronologică a primei lor difuzări, care este aceeași cu ordinea episoadelor pe DVD. Această listă conține de asemenea și data stelară la care se petrec evenimentele fiecărui episod în universul fictiv Star Trek.

## Sezoane
| Sezon | Sezon | Episoade | Premiera  | Producție pe DVD   | Producție pe DVD                | Producție pe DVD  |
| Sezon | Sezon | Episoade | Premiera  | Regiunea 1         | Regiunea 1                      | Regiunea 2        |
| ----- | ----- | -------- | --------- | ------------------ | ------------------------------- | ----------------- |
|       | 1     | 26       | 1987–1988 | 26 septembrie 2002 | Seria completă 2 octombrie 2007 | 1 aprilie 2002    |
|       | 2     | 22       | 1988–1989 | 7 noiembrie 2004   | Seria completă 2 octombrie 2007 | 10 iunie 2002     |
|       | 3     | 26       | 1989–1990 | 2 iulie 2005       | Seria completă 2 octombrie 2007 | 22 iulie 2002     |
|       | 4     | 26       | 1990–1991 | 6 noiembrie 2005   | Seria completă 2 octombrie 2007 | 7 octombrie 2002  |
|       | 5     | 26       | 1991–1992 | 5 noiembrie 2006   | Seria completă 2 octombrie 2007 | 18 noiembrie 2002 |
|       | 6     | 26       | 1992–1993 | 4 noiembrie 2007   | Seria completă 2 octombrie 2007 | 2 decembrie 2002  |
|       | 7     | 26       | 1993–1994 | 2 decembrie 2008   | Seria completă 2 octombrie 2007 | 23 decembrie 2002 |

## Episoade

### Sezonul 1 (1987–1988)
| # | #     | Titlu                          | Data stelară | Regie             | Scenariu                                                                              | Premiera           |
| --- | ----- | ------------------------------ | ------------ | ----------------- | ------------------------------------------------------------------------------------- | ------------------ |
| 1 & 2 | 1 & 2 | „Encounter at Farpoint”        | 41153.7      | Corey Allen       | D. C. Fontana și Gene Roddenberry                                                     | 28 septembrie 1987 |
| Noua navă stelară Enterprise își începe călătoria de inaugurare, dezvăluind misterele unei stații spațiale avansate. Misiunea echipajului este pusă în pericol de o ființă atotputernică numită Q, care îi supune pe membrii echipajului (și mai ales pe căpitanul Picard) unui proces pentru crimele întregii umanități.                                             |       |                                |              |                   |                                                                                       |                    |
| 3 | 3     | „The Naked Now”                | 41209.2      | Paul Lynch        | Dramatizare: J. Michael Bingham Poveste: John D. F. Black și J. Michael Bingham       | 5 octombrie 1987   |
| Un agent contaminant misterios și transmisibil le provoacă membrilor echipajului simptome similare intoxicării cu alcool. |       |                                |              |                   |                                                                                       |                    |
| 4 | 4     | „Code of Honor”                | 41235.25     | Russ Mayberry     | Katharyn Powers & Michael Baron                                                       | 12 octombrie 1987  |
| Lt. Yar este răpită de liderul unui popor ce respectă un strict cod al onoarei, conform căruia Tasha trebuie să participe într-o luptă până la moarte. |       |                                |              |                   |                                                                                       |                    |
| 5 | 5     | „The Last Outpost”             | 41386.4      | Richard Colla     | Dramatizare: Herbert Wright Poveste: Richard Krzmeien                                 | 19 octombrie 1987  |
| O forță necunoscută imobilizează nava Enterprise în timpul primei întâlniri a Federației cu o nouă amenințare extraterestră — specia Ferengi. |       |                                |              |                   |                                                                                       |                    |
| 6 | 6     | „Where No One Has Gone Before” | 41263.1      | Rob Bowman        | Diane Duane & Michael Reaves                                                          | 26 octombrie 1987  |
| Un test de eficiență al motorului warp face ca Enterprise să călătorească cu mult dincolo de limita spațiului cunoscut, unde imaginația membrilor echipajului ia formă reală. Acest episod marchează prima apariție a lui Eric Menyuk în rolul Călătorului. |       |                                |              |                   |                                                                                       |                    |
| 7 | 7     | „Lonely Among Us”              | 41249.3      | Cliff Bole        | Dramatizare: D. C. Fontana Poveste: Michael Halperin                                  | 2 noiembrie 1987   |
| O entitate extraterestră intră în corpurile dr-ului Crusher, al lui Worf și al lui Picard, în timp ce Enterprise transportă un grup de delegați de pe două planete aflate în conflict. |       |                                |              |                   |                                                                                       |                    |
| 8 | 8     | „Justice”                      | 41255.6      | James L. Conway   | Dramatizare: Worley Thorne Poveste: John D. F. Black și Worley Thorne                 | 9 noiembrie 1987   |
| Wesley încalcă legile triviale ale unei planete idilice, atunci când calcă din întâmplare pe un strat de flori. Ca urmare, el riscă pedeapsa cu moartea. |       |                                |              |                   |                                                                                       |                    |
| 9 | 9     | „The Battle”                   | 41723.9      | Rob Bowman        | Dramatizare: Herbert Wright Poveste: Larry Forrester                                  | 16 noiembrie 1987  |
| Un căpitan ferengi returnează nava abandonată Stargazer fostului ei căpitan, Jean-Luc Picard. Picard, care suferă de dureri de cap crâncene, începe să retrăiască „Bătălia de la Maxia” în care își pierduse nava. Episodul îl are ca actor invitat pe Frank Corsentino în rolul lui DaiMon Bok.                                                                      |       |                                |              |                   |                                                                                       |                    |
| 10 | 10    | „Hide and Q”                   | 41590.5      | Cliff Bole        | Dramatizare: C. J. Holland and Gene Roddenberry Poveste: C. J. Holland                | 23 noiembrie 1987  |
| Q se întoarce pe Enterprise pentru a-l tenta pe comandorul Riker să se alăture Continuumului Q, oferindu-i puteri egale cu ale lui Q. |       |                                |              |                   |                                                                                       |                    |
| 11 | 11    | „Haven”                        | 41294.5      | Richard Compton   | Dramatizare: Tracy Tormé Poveste: Tracy Tormé și Lan O'Kun                            | 30 noiembrie 1987  |
| Lwaxana Troi își vizitează fiica, consilierul Troi, și o pregătește pentru o căsătorie aranjată. |       |                                |              |                   |                                                                                       |                    |
| 12 | 12    | „The Big Goodbye”              | 41997.7      | Joseph L. Scanlan | Tracy Tormé                                                                           | 11 ianuarie 1988   |
| O defecțiune a computerului îi ține prizonieri pe Picard, Data și Beverly într-un program holografic cu Dixon Hill, având ca fundal Pământul în prima jumătate a secolului 20. |       |                                |              |                   |                                                                                       |                    |
| 13 | 13    | „Datalore”                     | 41242.4      | Rob Bowman        | Dramatizare: Robert Lewin și Gene Roddenberry Poveste: Robert Lewin și Maurice Hurley | 18 ianuarie 1988   |
| Echipajul navei Enterprise găsește un android dezasamblat, identic cu Data, pe locul coloniei Omicron Theta, unde acesta fusese găsit, colonie distrusă de o formă de viață denumită „Entitatea Cristalină”. Reasamblat, noul android, Lore, aduce Entitatea Cristalină față în față cu nava Enterprise.                                                              |       |                                |              |                   |                                                                                       |                    |
| 14 | 14    | „Angel One”                    | 41636.9      | Michael Rhoades   | Patrick Barry                                                                         | 25 ianuarie 1988   |
| Nava Enterprise vizitează o planetă dominată de femei, pentru a salva supreviețuitori ai unei nave cargo prăbușite. |       |                                |              |                   |                                                                                       |                    |
| 15 | 15    | „11001001”                     | 41365.9      | Paul Lynch        | Maurice Hurley & Robert Lewin                                                         | 1 februarie 1988   |
| Bynarii fac un upgrade la computerele navei Enterprise cât aceasta se află în docul spațial. Riker și Picard sunt vrăjiți de un personaj holografic surprinzător de realist. |       |                                |              |                   |                                                                                       |                    |
| 16 | 16    | „Too Short a Season”           | 41309.5      | Rob Bowman        | Dramatizare: Michael Michaelian și D. C. Fontana Poveste: Michael Michaelian          | 8 februarie 1988   |
| Nava Enterprise transportă un vârstnic amiral de legendă, care trebuie încă o dată să negocieze o luare de ostateci, în care este implicat un om pe care-l cunoscuse cu mult timp în urmă, la începutul carierei sale. În mod misterios, amiralul întinerește pe parcursul călătoriei; atunci când Enterprise ajunge la destinație, acesta este deja un bărbat tânăr. |       |                                |              |                   |                                                                                       |                    |
| 17 | 17    | „When the Bough Breaks”        | 41509.1      | Kim Manners       | Hannah Louise Shearer                                                                 | 15 februarie 1988  |
| O planetă ce existase înainte doar sub formă de legendă își dezvăluie prezenț și solicită ajutorul navei Enterprise. Locuitorii planetei sunt sterili și doresc să adopte copii de pe Enterprise— cu forța, dacă se impune. |       |                                |              |                   |                                                                                       |                    |
| 18 | 18    | „Home Soil”                    | 41463.9      | Corey Allen       | Dramatizare: Robert Sabaroff Poveste: Karl Geurs & Ralph Sanchez și Robert Sabaroff   | 22 februarie 1988  |
| Membrii echipajului navei Enterprise descoperă o formă de viață cristalină cu o inteligență criminală, care a ucis de-a lungul timpului oameni de știință implicați într-un proiect de terraformare. |       |                                |              |                   |                                                                                       |                    |
| 19 | 19    | „Coming of Age”                | 41416.2      | Mike Vejar        | Sandy Fries                                                                           | 14 martie 1988     |
| În timp ce Wesley dă examenul de admitere la Academia Flotei Stelare, ofițerii seniori ai navei Enterprise sunt anchetați de către Flota Stelară. |       |                                |              |                   |                                                                                       |                    |
| 20 | 20    | „Heart of Glory”               | 41503.7      | Rob Bowman        | Dramatizare: Maurice Hurley Poveste: Maurice Hurley & Herbert Wright și D. C. Fontana | 21 martie 1988     |
| Un grup de fugari klingonieni, în căutare de bătălii, încearcă să deturneze nava Enterprise, și îi cer lui Worf să li se alăture. |       |                                |              |                   |                                                                                       |                    |
| 21 | 21    | „The Arsenal of Freedom”       | 41798.2      | Les Landau        | Dramatizare: Richard Manning și Hans Beimler Poveste: Maurice Hurley și Robert Lewin  | 11 aprilie 1988    |
| Captivi pe suprafața unei planete abandonate, membrii unui detașament de debarcare devin participanți fără de voie la o demonstrație a unui sistem de arme foarte avansat. |       |                                |              |                   |                                                                                       |                    |
| 22 | 22    | „Symbiosis”                    | Unknown      | Win Phelps        | Dramatizare: Robert Lewin și Richard Manning & Hans Beimler Poveste: Robert Lewin     | 18 aprilie 1988    |
| Picard încearcă să medieze o dispută comercială între două planete vecine, dintre care una este singurul furnizor al unui medicament care poate trata boala aparent fatală a locuitorilor celeilalte planete. |       |                                |              |                   |                                                                                       |                    |
| 23 | 23    | „Skin of Evil”                 | 41601.3      | Joseph L. Scanlan | Dramatizare: Joseph Stefano și Hannah Louise Shearer Poveste: Joseph Stefano          | 25 aprilie 1988    |
| O creatură malefică, asemănătoare cu o baltă de păcură, o ține pe Troi prizonieră pe o planetă extraterestră. În timpul misiunii de salvare, un membru al echipajului navei Enterprise își pierde viața. |       |                                |              |                   |                                                                                       |                    |
| 24 | 24    | „We'll Always Have Paris”      | 41697.9      | Robert Becker     | Deborah Dean Davis & Hannah Louise Shearer                                            | 2 mai 1988         |
| Picard își întâlnește o fostă iubită, al cărui soț a fost afectat de un accident în timpul unui experiment dimensional. |       |                                |              |                   |                                                                                       |                    |
| 25 | 25    | „Conspiracy”                   | 41775.5      | Cliff Bole        | Dramatizare: Tracy Tormé Poveste: Robert Sabaroff                                     | 9 mai 1988         |
| Comportamentul straniu al unor ofițeri cu grade înalte — care dusese cu ceva timp în urmă la anchetarea membrilor echipajului (în „Coming of Age”) — îl determină pe Picard să dezvăluie o conspirație în sânul Flotei Stelare. |       |                                |              |                   |                                                                                       |                    |
| 26 | 26    | „The Neutral Zone”             | 41986.0      | James L. Conway   | Dramatizare: Maurice Hurley Poveste: Deborah McIntyre și Mona Clee                    | 16 mai 1988        |
| Un satelit abandonat este găsit având la bord oameni înghețați prin criogenie, provenind din secolul 21. În acest timp, Enterprise este trimisă să investigheze distrugerea unor avanposturi de lângă granița cu spațiul romulan. |       |                                |              |                   |                                                                                       |                    |

### Sezonul 2 (1988–1989)
| # | #  | Titlu                     | Data stelară | Regie             | Scenariu                                                                              | Premiera          |
| --- | -- | ------------------------- | ------------ | ----------------- | ------------------------------------------------------------------------------------- | ----------------- |
| 27 | 1  | „The Child”               | 42073.1      | Rob Bowman        | Jaron Summers & Jon Povill și Maurice Hurley                                          | 21 noiembrie 1988 |
| Dr. Pulaski se alătură echipajului navei Enterprise în timp ce La Forge pregătește nava pentru a transporta niște mostre periculoase ale unui virus de ciumă; Deanna rămâne însărcinată în mod spontan și dă naștere unui copil misterios.                                                                                |    |                           |              |                   |                                                                                       |                   |
| 28 | 2  | „Where Silence Has Lease” | 42193.6      | Winrich Kolbe     | Jack B. Sowards                                                                       | 28 noiembrie 1988 |
| Nava Enterprise este prinsă într-o „gaură în spațiu”, unde echipajul întâlnește fenomene spațiale stranii și nave fără echipaj, care se materializează și dispar. Echipajul suspectează că sunt folosiți drept cobai. |    |                           |              |                   |                                                                                       |                   |
| 29 | 3  | „Elementary, Dear Data”   | 42286.3      | Rob Bowman        | Brian Alan Lane                                                                       | 5 decembrie 1988  |
| După ce Data rezolvă cu ușurință un mister comun al lui Sherlock Holmes, recreat pe holopunte, Geordi îi cere computerului să creeze un personaj negativ din romanele lui Holmes, care să-l poată învinge pe Data. Personajul care rezultă, Profesorul Moriarty, devine curând mult mai puternic decât se aștepta cineva. |    |                           |              |                   |                                                                                       |                   |
| 30 | 4  | „The Outrageous Okona”    | 42402.7      | Robert Becker     | Dramatizare: Burton Armus Poveste: Les Menchen & Lance Dickson și David Landsberg     | 12 decembrie 1988 |
| Nava Enterprise este implicată în uneltirile unui escroc spațial șarmant dar fugar, în timp ce Data explorează umorul cu ajutorul unui comic holografic (interpretat de Joe Piscopo). |    |                           |              |                   |                                                                                       |                   |
| 31 | 5  | „Loud as a Whisper”       | 42477.2      | Larry Shaw        | Jacqueline Zambrano                                                                   | 9 ianuarie 1989   |
| Nava Enterprise este gazda unui ambasador surd și cu puteri telepatice, care mediază negocieri de pace dificile, cu ajutorul unui trio de interpreți telepatici. |    |                           |              |                   |                                                                                       |                   |
| 32 | 6  | „The Schizoid Man”        | 42437.5      | Les Landau        | Dramatizare: Tracy Tormé Poveste: Richard Manning & Hans Beimler                      | 23 ianuarie 1989  |
| Un genial om de știință și fost mentor al creatorului lui Data, dr. Ira Graves, înșală moartea transferându-și memoriile și personalitatea în androidul Data. |    |                           |              |                   |                                                                                       |                   |
| 33 | 7  | „Unnatural Selection”     | 42494.8      | Paul Lynch        | John Mason and Mike Gray                                                              | 30 ianuarie 1989  |
| Nava Enterprise primește un apel S.O.S. de pe USS Lantree, unde toți membrii echipajului sunt găsiți morți, în aparență, din cauza vârstei înaintate. Cauza îmbătrânirii accelerate trebuie să fie identificată înainte ca oamenii de știință dintr-o colonie de cercetare să aibă parte de aceeași soartă.               |    |                           |              |                   |                                                                                       |                   |
| 34 | 8  | „A Matter of Honor”       | 42506.5      | Rob Bowman        | Dramatizare: Burton Armus Poveste: Wanda M. Haight & Gregory Amos și Burton Armus     | 6 februarie 1989  |
| Riker este transferat pe o navă klingonian cu ocazia unui program de schimb de experiență între ofițeri ai Federației și cei ai Imperiului Klingonian. |    |                           |              |                   |                                                                                       |                   |
| 35 | 9  | „The Measure of a Man”    | 42523.7      | Robert Scheerer   | Melinda M. Snodgrass                                                                  | 13 februarie 1989 |
| Atunci când Data refuză ordinele de a fi dezmembrat în scopuri de cercetare, este convocată o audiere pentru a determina dacă acesta poate fi considerat cetățean cu drepturi depline sau este proprietatea Federației. Episodul o are ca actriță invitată pe Amanda McBroom în rolul procurorului Philippa Louvois.      |    |                           |              |                   |                                                                                       |                   |
| 36 | 10 | „The Dauphin”             | 42568.8      | Rob Bowman        | Scott Rubenstein și Leonard Mlodinow                                                  | 20 februarie 1989 |
| Nava Enterprise este gazda unei tinere, lideră a unui popor, și a misterioasei sale însoțitoare. Curând, Wesley se îndrăgostește de tânăra conducătoare. Invitat special - Paddi Edwards în rolul Anyei. |    |                           |              |                   |                                                                                       |                   |
| 37 | 11 | „Contagion”               | 42609.1      | Joseph L. Scanlan | Steve Gerber și Beth Woods                                                            | 20 martie 1989    |
| Un periculos virus informatic extraterestru se răspândește pe nava Enterprise, după ce cauzează distrugerea surorii sale, USS Yamato. |    |                           |              |                   |                                                                                       |                   |
| 38 | 12 | „The Royale”              | 42625.4      | Cliff Bole        | Tracy Tormé                                                                           | 27 martie 1989    |
| Riker, Worf și Data investighează o construcție pe un gigant gazos. Înăuntru, ei găsesc un cazinou reconstruit după un roman pământean mediocru. |    |                           |              |                   |                                                                                       |                   |
| 39 | 13 | „Time Squared”            | 42679.2      | Joseph L. Scanlan | Dramatizare: Maurice Hurley Poveste: Kurt Michael Bensmiller                          | 3 aprilie 1989    |
| Picard își întâlnește sinele viitor, atunci când nava Enterprise este prinsă într-o buclă temporală. |    |                           |              |                   |                                                                                       |                   |
| 40 | 14 | „The Icarus Factor”       | 42686.4      | Robert Iscove     | Dramatizare: Davis Assael și Robert L. McCullough Poveste: David Assael               | 24 aprilie 1989   |
| Tatăl lui Riker, cu care acesta nu mai vorbise de mult, îl vizitează pentru a-l informa că i-a fost oferit un post de căpitan, iar prietenii lui Worf descoperă că acesta este pe cale de a rata un important rit de trecere klingonian.                                                                                  |    |                           |              |                   |                                                                                       |                   |
| 41 | 15 | „Pen Pals”                | 42695.3      | Winrich Kolbe     | Dramatizare: Melinda M. Snodgrass Poveste: Hannah Louise Shearer                      | 1 mai 1989        |
| Data se împrietenește cu o fetiță de pe o planetă condamnată la distrugere, încălcând astfel Prima Directivă. |    |                           |              |                   |                                                                                       |                   |
| 42 | 16 | „Q Who”                   | 42761.3      | Rob Bowman        | Maurice Hurley                                                                        | 8 mai 1989        |
| Q aruncă nava Enterprise la 7000 de ani lumină depărtare, dincolo de spațiul Federației, și îi aduce pe membrii echipajului în contact pentru prima dată cu o specie mortală numită Borg. |    |                           |              |                   |                                                                                       |                   |
| 43 | 17 | „Samaritan Snare”         | 42779.1      | Les Landau        | Robert L. McCullough                                                                  | 15 mai 1989       |
| Un grup de extratereștri, aparent mai puțin dotați intelectual, numiți Pakled, îl răpesc pe Geordi pentru a le repara nava. |    |                           |              |                   |                                                                                       |                   |
| 44 | 18 | „Up the Long Ladder”      | 42823.2      | Winrich Kolbe     | Melinda M. Snodgrass                                                                  | 22 mai 1989       |
| Picard trebuie să găsească o cale de a reconcilia două culturi care par a fi într-o incompatibilitate radicală. Altfel, ambele culturi riscă extincția. |    |                           |              |                   |                                                                                       |                   |
| 45 | 19 | „Manhunt”                 | 42859.2      | Rob Bowman        | Tracy Tormé                                                                           | 19 iunie 1989     |
| Mama Deannei este în căutarea unui nou soț și a pus ochii pe Picard. |    |                           |              |                   |                                                                                       |                   |
| 46 | 20 | „The Emissary”            | 42901.3      | Cliff Bole        | Dramatizare: Richard Manning & Hans Beimler Poveste: Thomas H. Calder                 | 26 iunie 1989     |
| Fosta iubită a lui Worf vine la bordul navei Enterprise pentru a oferi asistență în întâlnirea cu o navă dormitor klingoniană. |    |                           |              |                   |                                                                                       |                   |
| 47 | 21 | „Peak Performance”        | 42923.4      | Robert Scheerer   | David Kemper                                                                          | 10 iulie 1989     |
| Enterprise și USS Hathaway se confruntă în manevre de luptă simulate. Data nu reușește să învingă un umanoid într-un joc strategema, ceea ce îl face să se îndoiască de sine. |    |                           |              |                   |                                                                                       |                   |
| 48 | 22 | „Shades of Gray”          | 42976.1      | Rob Bowman        | Dramatizare: Maurice Hurley & Richard Manning și Hans Beimler Poveste: Maurice Hurley | 17 iulie 1989     |
| Riker este otrăvit de o plantă extraterestră și, în timp ce se află în comă, retrăiește diverse momente din viața sa ca ofițer pe nava Enterprise. (Compilație de secvențe din episoadele anterioare ca urmare a grevei Asociației Scriitorilor din 1988]].)                                                              |    |                           |              |                   |                                                                                       |                   |

### Sezonul 3 (1989–1990)
| # | #  | Titlu                               | Data stelară | Regie              | Scenariu | Premiera           |
| --- | -- | ----------------------------------- | ------------ | ------------------ | --- | ------------------ |
| 49 | 1  | „Evolution”                         | 43125.8      | Winrich Kolbe      | Dramatizare: Michael Piller Poveste: Michael Piller și Michael Wagner                                                                 | 25 septembrie 1989 |
| Câțiva naniți scapă din laboratorul lui Wesley și formează o inteligență colectivă, amenințând unica șansă a unui astrofizician de a face un experiment stelar. Invitat special: Ken Jenkins în rolul dr-lui Paul Stubbs. |    |                                     |              |                    | |                    |
| 50 | 2  | „The Ensigns of Command”            | 43133.3      | Cliff Bole         | Melinda M. Snodgrass | 2 octombrie 1989   |
| Data trebuie să convingă membrii unei colonii să evacueze planeta ce le devenise cămin, din cauza amenințării unei misterioase și puternice rase extraterestre. |    |                                     |              |                    | |                    |
| 51 | 3  | „The Survivors”                     | 43152.4      | Les Landau         | Michael Wagner | 9 octombrie 1989   |
| Nava Enterprise investighează situația ultimilor doi supraviețuitori ai unei civilizații anihilate, în condițiile în care întreaga suprafață a planetei a fost transformată în pulbere, cu unica excepție a micii lor grădini și case. Invitați speciali John Anderson și Anne Haney în rolurile lui Kevin și Rishon Uxbridge. |    |                                     |              |                    | |                    |
| 52 | 4  | „Who Watches the Watchers”          | 43173.5      | Robert Wiemer      | Richard Manning și Hans Beimler | 16 octombrie 1989  |
| Deanna și Riker trebuie să repare răul făcut atunci când doi umanoizi primitivi de pe planeta Mintaka III zăresc o echipă de supraveghere a Federației și ajung la concluzia că Picard este un zeu. |    |                                     |              |                    | |                    |
| 53 | 5  | „The Bonding”                       | 43198.7      | Winrich Kolbe      | Ronald D. Moore | 23 octombrie 1989  |
| O entitate misterioasă caută să aline suferința unui băiat care și-a pierdut mama într-un accident pe planeta sa. Invitat special: Gabriel Damon în rolul lui Jeremy Aster. |    |                                     |              |                    | |                    |
| 54 | 6  | „Booby Trap”                        | 43205.6      | Gabrielle Beaumont | Dramatizare: Ron Roman & Michael Piller și Richard Danus Poveste: Michael Wagner & Ron Roman                                          | 30 octombrie 1989  |
| Nava Enterprise cade victimă unei vechi capcane ascunse, întinse pentru a prinde nave stelare; în încercarea de a găsi o cale de scăpare, Geordi se îndrăgostește de reprezentarea holografică a unei femei ce este un faimos inginer al Federației. Invitat special: Susan Gibney în rolul dr-ului Leah Brahms.               |    |                                     |              |                    | |                    |
| 55 | 7  | „The Enemy”                         | 43349.2      | David Carson       | David Kemper și Michael Piller | 6 noiembrie 1989   |
| Geordi este captiv pe o planetă neospitalieră împreună cu un romulan ostil, iar cei doi trebuie să colaboreze pentru a supraviețui. |    |                                     |              |                    | |                    |
| 56 | 8  | „The Price”                         | 43385.6      | Robert Scheerer    | Hannah Louise Shearer | 13 noiembrie 1989  |
| Troi se îndrăgostește de un carismatic negociator care încearcă să obțină drepturile asupra unei găuri de vierme. Însă, alte câteva grupuri sunt interesate deoarece fenomenul pare a fi singura gaură de vierme stabilă cunoscută la momentul respectiv. Invitat special: Dan Shor în rolul dr-lui Arridor.                   |    |                                     |              |                    | |                    |
| 57 | 9  | „The Vengeance Factor”              | 43421.9      | Timothy Bond       | Sam Rolfe | 20 noiembrie 1989  |
| Riker demască un asasin în mijlocul unor negocieri pentru pace critice. |    |                                     |              |                    | |                    |
| 58 | 10 | „The Defector”                      | 43462.5      | Robert Scheerer    | Ronald D. Moore | 1 ianuarie 1990    |
| Hotărât să evite un război, un ofițer romulan dezertează pentru a-l avertiza pe Picard cu privire la planurile de invazie ale Imperiului său. |    |                                     |              |                    | |                    |
| 59 | 11 | „The Hunted”                        | 43489.2      | Cliff Bole         | Robin Bernheim | 8 ianuarie 1990    |
| Un soldat modificat genetic dezvăluie problemele sociale ale unei civilizații ce speră să adere la Federație. Invitat special: James Cromwell în rolul primului ministru Nayrok. |    |                                     |              |                    | |                    |
| 60 | 12 | „The High Ground”                   | 43510.7      | Gabrielle Beaumont | Melinda M. Snodgrass | 29 ianuarie 1990   |
| Dr. Crusher este răpită de teroriști care au nevoie de asistență medicală, deoarece tehnologia pe care o folosesc în atacuri este dăunătoare pentru propria lor sănătate. |    |                                     |              |                    | |                    |
| 61 | 13 | „Déjà Q”                            | 43539.1      | Les Landau         | Richard Danus | 5 februarie 1990   |
| Continuumul Q îi ia puterile lui Q și îl abandonează la bordul navei Enterprise. |    |                                     |              |                    | |                    |
| 62 | 14 | „A Matter of Perspective”           | 43610.4      | Cliff Bole         | Ed Zuckerman | 12 februarie 1990  |
| Riker este acuzat de crimă, iar holopuntea este folosită pentru a reconstitui evenimentele din perspective diferite. |    |                                     |              |                    | |                    |
| 63 | 15 | „Yesterday's Enterprise”            | 43625.2      | David Carson       | Dramatizare: Ira Steven Behr & Richard Manning & Hans Beimler & Ronald D. Moore Poveste: Trent Christopher Ganino & Eric A. Stillwell | 19 februarie 1990  |
| Nava Enterprise-C apare din trecut, cauzând o mutație a realității și întoarcerea Tashei Yar, decedată cu ceva timp înainte. |    |                                     |              |                    | |                    |
| 64 | 16 | „The Offspring”                     | 43657.0      | Jonathan Frakes    | René Echevarria | 12 martie 1990     |
| Data creează un tânăr ginoid, „Lal”, pe care îl consideră a fi fiica sa. Însă, un amiral al Flotei Stelare ajunge pe Enterprise și cere ca Lal să fie îndepărtată de la bordul navei. Invitat special: Hallie Todd în rolul lui Lal.                                                                                           |    |                                     |              |                    | |                    |
| 65 | 17 | „Sins of the Father”                | 43685.2      | Les Landau         | Dramatizare: Ronald D. Moore and W. Reed Moran Scenariu original: Drew Deighan                                                        | 19 martie 1990     |
| Worf este supus unui proces pentru a dovedi nevinovăția tatălui său după ce Înaltul Consiliu Klingonian îl declară pe acesta trădător. Acesta este acuzat că a colaborat cu romulanii. |    |                                     |              |                    | |                    |
| 66 | 18 | „Allegiance”                        | 43714.1      | Winrich Kolbe      | Richard Manning și Hans Beimler | 26 martie 1990     |
| Niște extratereștri îl răpesc pe Picard și îl înlocuiesc cu o dublură, care îndreaptă nava Enterprise către un pulsar. Între timp, adevăratul Picard, împreună cu alți câțiva prizonieri, încearcă să evadeze din închisoarea în care se află.                                                                                 |    |                                     |              |                    | |                    |
| 67 | 19 | „Captain's Holiday”                 | 43745.2      | Chip Chalmers      | Ira Steven Behr | 2 aprilie 1990     |
| Picard se lasă convins să-și ia un concediu binemeritat, dar se implică în vânătoarea de comori a unei femei. Invitat special: Max Grodenchik în rolul lui Sovak. |    |                                     |              |                    | |                    |
| 68 | 20 | „Tin Man”                           | 43779.3      | Robert Scheerer    | Dennis Putman Bailey și David Bischoff                                                                                                | 23 aprilie 1990    |
| Un talentat telepat pe care Deanna Troi îl tratase în prealabil vine la bordul navei Enterprise pentru a stabili primul contact cu o navă necunoscută de lângă o stea instabilă, înainte să fie găsită de romulani. |    |                                     |              |                    | |                    |
| 69 | 21 | „Hollow Pursuits”                   | 43807.4      | Cliff Bole         | Sally Caves | 30 aprilie 1990    |
| Lt. Barclay folosește holopuntea ca un mod de evadare, ceea ce îl face să-și neglijeze datoriile. Între timp, nava Enterprise se confruntă cu misterioase defecțiuni neprevăzute. |    |                                     |              |                    | |                    |
| 70 | 22 | „The Most Toys”                     | 43872.2      | Timothy Bond       | Shari Goodhartz | 7 mai 1990         |
| Un colecționar obsedat e hotărât să-l adauge pe Data colecției sale private de articole unice. Invitat special: Saul Rubinek în rolul lui Kivas Fajo. |    |                                     |              |                    | |                    |
| 71 | 23 | „Sarek”                             | 43917.4      | Les Landau         | Dramatizare: Peter S. Beagle Poveste: Marc Cushman & Jake Jacobs                                                                      | 14 mai 1990        |
| Nava Enterprise îl primește la bord pe Ambasadorul Sarek, dar deteriorarea sănătății sale mentale dă naștere la probleme neașteptate. |    |                                     |              |                    | |                    |
| 72 | 24 | „Ménage à Troi”                     | 43930.7      | Robert Legato      | Fred Bronson și Susan Sackett | 28 mai 1990        |
| Un grup de ferengi o răpesc pe Deanna, pe mama acesteia și pe Riker. |    |                                     |              |                    | |                    |
| 73 | 25 | „Transfigurations”                  | 43957.2      | Tom Benko          | René Echevarria | 4 iunie 1990       |
| Nava Enterprise salvează un umanoid care suferă de amnezie, dar care posedă incredible puteri vindecătoare. |    |                                     |              |                    | |                    |
| 74 | 26 | „The Best of Both Worlds: Part One” | 43989.1      | Cliff Bole         | Michael Piller | 18 iunie 1990      |
| Picard este răpit de către borgi, care încep operațiunea de invazie a spațiului Federației. |    |                                     |              |                    | |                    |

### Sezonul 4 (1990–1991)
| # | #  | Titlu                               | Data stelară | Regie              | Scenariu | Premiera           |
| --- | -- | ----------------------------------- | ------------ | ------------------ | --- | ------------------ |
| 75 | 1  | „The Best of Both Worlds: Part Two” | 44001.4      | Cliff Bole         | Michael Piller | 24 septembrie 1990 |
| Picard este salvat din mâinile borgilor în timp ce nava Enterprise se luptă pentru a salva Pământul. Numeroase nave ale Flotei Stelare sunt distruse de o singură navă borg, însă o echipă de Enterprise reușește să-l salveze pe Picard. Data stabilește o interfață de comunicare cu Picard, pe jumătate borg, și găsește o cale de a opri nava borg. Invitat special: Elizabeth Dennehy în rolul comandorului Shelby al Flotei Stelare . |    |                                     |              |                    | |                    |
| 76 | 2  | „Family”                            | 44012.3      | Les Landau         | Ronald D. Moore Idee: Susanne Lambdin & Bryan Stewart                                                                     | 1 octombrie 1990   |
| Picard își vizitează familia în Franța, iar părinții umani ai lui Worf vin la bordul navei Enterprise. |    |                                     |              |                    | |                    |
| 77 | 3  | „Brothers”                          | 44085.7      | Rob Bowman         | Rick Berman | 8 octombrie 1990   |
| Data este chemat de creatorul său, Noonien Soong, care este încă în viață. Celor doi li se alătură Lore. |    |                                     |              |                    | |                    |
| 78 | 4  | „Suddenly Human”                    | 44143.7      | Gabrielle Beaumont | Dramatizare: John Whelpley & Jeri Taylor Poveste: Ralph Phillips                                                          | 15 octombrie 1990  |
| Picard trebuie să ajute un băiat uman crescut de extratereștri să-și aleagă drumul în viață. |    |                                     |              |                    | |                    |
| 79 | 5  | „Remember Me”                       | 44161.2      | Cliff Bole         | Lee Sheldon | 22 octombrie 1990  |
| După un aparent eșec al unui experiment privind câmpul warp, pasagerii de pe nava Enterprise încep să dispară, iar dr-ul Crusher este singura care își amintește de existența lor. |    |                                     |              |                    | |                    |
| 80 | 6  | „Legacy”                            | 44215.2      | Robert Scheerer    | Joe Menosky | 29 octombrie 1990  |
| Sora Tashei Yar, Ishara, dorește să readucă ordinea în colonia lor măcinată de conflicte. |    |                                     |              |                    | |                    |
| 81 | 7  | „Reunion”                           | 44246.3      | Jonathan Frakes    | Dramatizare: Thomas Perry & Jo Perry și Ronald D. Moore & Brannon Braga Poveste: Drew Deighan și Thomas Perry & Jo Perry  | 5 noiembrie 1990   |
| Fosta iubită a lui Worf se întoarce și, împreună cu Picard, cei doi mediază o dispută pentru putere între Klingonieni. Cu această ocazie, Worf descoperă noi membri ai familiei sale. |    |                                     |              |                    | |                    |
| 82 | 8  | „Future Imperfect”                  | 44286.5      | Les Landau         | J. Larry Carroll & David Bennett Carren                                                                                   | 12 noiembrie 1990  |
| Riker se trezește șaisprezece ani în viitor, iar memoria a ceea ce s-a întâmplat între timp îi este ștearsă de un virus latent. |    |                                     |              |                    | |                    |
| 83 | 9  | „Final Mission”                     | 44307.3      | Corey Allen        | Dramatizare: Kacey Arnold-Ince & Jeri Taylor Poveste: Kacey Arnold-Ince                                                   | 19 noiembrie 1990  |
| Wesley pornește în ultima sa misiune pe nava Enterprise, însoțit de Picard, dar cei doi eșuează pe o planetă deșertică. |    |                                     |              |                    | |                    |
| 84 | 10 | „The Loss”                          | 44356.9      | Chip Chalmers      | Dramatizare: Hilary J. Bader & Alan J. Adler și Vanessa Greene Poveste: Hilary J. Bader                                   | 31 decembrie 1990  |
| O forță necunoscută capturează nava Enterprise și face ca Deanna să-și piardă puterile empatice. |    |                                     |              |                    | |                    |
| 85 | 11 | „Data's Day”                        | 44390.1      | Robert Wiemer      | Dramatizare: Harold Apter și Ronald D. Moore Poveste: Harold Apter                                                        | 7 ianuarie 1991    |
| Data ia lecții de dans de la dr. Crusher ca pregătire pentru nunta Maistrului O'Brien, în timp ce Enterprise o însoțește pe Ambasadoarea T'Pel la negocieri cu romulanii. |    |                                     |              |                    | |                    |
| 86 | 12 | „The Wounded”                       | 44429.6      | Chip Chalmers      | Dramatizare: Jeri Taylor Poveste: Stuart Charno & Sara Charno și Cy Chermak                                               | 28 ianuarie 1991   |
| Un căpitan al Flotei Stelare, ce acționează pe cont propriu, pune în pericol tratatul de pace cu cardassienii. |    |                                     |              |                    | |                    |
| 87 | 13 | „Devil's Due”                       | 44474.5      | Tom Benko          | Dramatizare: Phillip LaZebnik Poveste: Phillip LaZebnik și William Douglas Lansford                                       | 4 februarie 1991   |
| O figură mitică atotputernică, veche de milenii, se întoarce pentru a înrobi o planetă conform unui contract. Totuși, Picard este convins că această ființă este un șarlatan oportunist. Invitat special: Marta DuBois în rolul Ardrei. |    |                                     |              |                    | |                    |
| 88 | 14 | „Clues”                             | 44502.7      | Les Landau         | Dramatizare: Bruce D. Arthurs and Joe Menosky Poveste: Bruce D. Arthurs                                                   | 11 februarie 1991  |
| Membrii echipajului sunt aduși în stare de inconștiență timp de 30 de secunde, cu excepția lui Data, după ce trec printr-o gaură de vierme localizată. Totuși, diverse indicii arată că au fost inconștienți pe parcursul unei întregi zile. |    |                                     |              |                    | |                    |
| 89 | 15 | „First Contact”                     | Unknown      | Cliff Bole         | Dramatizare: Dennis Bailey & David Bischoff și Joe Menosky & Ronald D. Moore și Michael Piller Poveste: Marc Scott Zicree | 18 februarie 1991  |
| Riker este spitalizat în timpul unei misiuni eșuate de stabilire a primului contact. Xenofobia localnicilor rezultă într-o ostilitate din ce în ce mai mare față de prezența acestuia. |    |                                     |              |                    | |                    |
| 90 | 16 | „Galaxy's Child”                    | 44614.6      | Rick Kolbe         | Dramatizare: Maurice Hurley Poveste: Thomas Kartozian                                                                     | 11 martie 1991     |
| Nava Enterprise omoară fără intenție o creatură spațială, iar echipajul face eforturi pentru a-i salva puiul nenăscut. Între timp, Geordi o cunoaște personal pe inginera de care se îndrăgostise și, spre marea lui surpriză, descoperă că aceasta nu seamănă deloc cu femeia pe care o întâlnise pe holopunte. Invitat special: Susan Gibney în rolul dr-ului Leah Brahms.                                                                |    |                                     |              |                    | |                    |
| 91 | 17 | „Night Terrors”                     | 44631.2      | Les Landau         | Dramatizare: Pamela Douglas și Jeri Taylor Poveste: Shari Goodhartz                                                       | 18 martie 1991     |
| Nava Enterprise este prinsă într-o ruptură spațială. Echipajul simte efectele privării de somn fără vise, iar Deanna are un coșmar recurent. |    |                                     |              |                    | |                    |
| 92 | 18 | „Identity Crisis”                   | 44664.5      | Rick Kolbe         | Dramatizare: Brannon Braga Poveste: Timothy De Haas                                                                       | 25 martie 1991     |
| Geordi se transformă într-o creatură extraterestră cu un puternic instinct de a se întoarce pe planeta sa natală. |    |                                     |              |                    | |                    |
| 93 | 19 | „The Nth Degree”                    | 44704.2      | Robert Legato      | Joe Menosky | 1 aprilie 1991     |
| După contactul cu o sondă extraterestră, Barclay devine mult mai încrezător în forțele proprii și mai inteligent. |    |                                     |              |                    | |                    |
| 94 | 20 | „Qpid”                              | 44741.9      | Cliff Bole         | Dramatizare: Ira Steven Behr Poveste: Randee Russell și Ira Steven Behr                                                   | 22 aprilie 1991    |
| Q se întoarce pentru a testa sentimentele lui Picard pentru o fostă iubită. |    |                                     |              |                    | |                    |
| 95 | 21 | „The Drumhead”                      | 44769.2      | Jonathan Frakes    | Jeri Taylor | 29 aprilie 1991    |
| La bordul navei Enterprise, are loc o vânătoare de vrăjitoare ce vizează membri ai echipajului suspectați a fi spioni romulani. Invitat special: Jean Simmons în rolul contraamiralului Norah Satie. |    |                                     |              |                    | |                    |
| 96 | 22 | „Half a Life”                       | 44805.3      | Les Landau         | Dramatizare: Peter Allan Fields Poveste: Ted Roberts și Peter Allan Fields                                                | 6 mai 1991         |
| Lwaxana Troi își găsește în sfârșit marea dragoste, dar descoperă că iubitul său trebuie să se supună unei sinucinderi ritualistice. Invitat special: David Ogden Stiers în rolul lui Timicin. |    |                                     |              |                    | |                    |
| 97 | 23 | „The Host”                          | 44821.3      | Marvin Rush        | Michel Horvat | 13 mai 1991        |
| Dr. Crusher se îndrăgostește de Odan, doar pentru a descoperi că acesta este un simbiont, care este implantat în corpul lui Riker atunci când gazda sa originală moare. Odan continuă negocierile de pace, folosindu-l pe Riker ca gazdă temporară. |    |                                     |              |                    | |                    |
| 98 | 24 | „The Mind's Eye”                    | 44885.5      | David Livingston   | Dramatizare: René Echevarria Poveste: Ken Schafer și René Echevarria                                                      | 27 mai 1991        |
| Romulanii îl manipulează pe Geordi pentru a îndeplini o misiune sub acoperire. |    |                                     |              |                    | |                    |
| 99 | 25 | „In Theory”                         | 44932.3      | Patrick Stewart    | Joe Menosky & Ronald D. Moore                                                                                             | 3 iunie 1991       |
| Data se împlică într-o relație romantică cu o colegă ofițer. |    |                                     |              |                    | |                    |
| 100 | 26 | „Redemption: Part One”              | 44995.3      | Cliff Bole         | Ronald D. Moore | 17 iunie 1991      |
| Worf părăsește nava Enterprise pentru a lupta de partea lui Gowron într-un război civil Klingonian. |    |                                     |              |                    | |                    |

### Sezonul 5 (1991–1992)
| # | #  | Titlu                     | Data stelară | Regie              | Scenariu | Premiera           |
| --- | -- | ------------------------- | ------------ | ------------------ | --- | ------------------ |
| 101 | 1  | „Redemption: Part Two”    | 45021.3      | David Carson       | Ronald D. Moore                                                                                                | 23 septembrie 1991 |
| O flotă de 23 de nave ale Federației blochează trupele de suport oferite de romulani familiei Duras, ceea ce duce la instalarea lui Gowron în postul de cancelar. |    |                           |              |                    | |                    |
| 102 | 2  | „Darmok”                  | 45047.2      | Winrich Kolbe      | Dramatizare: Joe Menosky Poveste: Phillip LaZebnik & Joe Menosky                                               | 30 septembrie 1991 |
| Picard trebuie să învețe să comunice cu un căpitan extraterestru care vorbește în metafore înainte ca o bestie periculoasă să-i ucidă pe amândoi. Invitat special: Paul Winfield în rolul lui Dathan.                                                                |    |                           |              |                    | |                    |
| 103 | 3  | „Ensign Ro”               | 45076.3      | Les Landau         | Dramatizare: Michael Piller Poveste: Rick Berman & Michael Piller                                              | 7 octombrie 1991   |
| După un atac asupra unui avanpost al Federației, Picard este trimis în căutarea unui terorist bajoran, ajutat de aspirantul Ro Laren. |    |                           |              |                    | |                    |
| 104 | 4  | „Silicon Avatar”          | 45122.3      | Cliff Bole         | Dramatizare: Jeri Taylor Poveste: Lawrence V. Conley                                                           | 14 octombrie 1991  |
| Cu ajutorul unui om de știință al cărui fiu trăise pe planeta natală a lui Data, membrii echipajului încearcă să comunice cu Entitatea Cristalină. |    |                           |              |                    | |                    |
| 105 | 5  | „Disaster”                | 45156.1      | Gabrielle Beaumont | Dramatizare: Ronald D. Moore Poveste: Ron Jarvis & Philip A. Scorza                                            | 21 octombrie 1991  |
| Nava Enterprise rămâne fără energie, iar Picard este blocat într-un turbolift împreună cu trei copii. Alți membri ai echipajului sunt blocați în diverse locații pe navă. Comanda punții cade în sarcina consilierului Troi, care nu se simte pregătită pentru asta. |    |                           |              |                    | |                    |
| 106 | 6  | „The Game”                | 45208.2      | Corey Allen        | Dramatizare: Brannon Braga Poveste: Susan Sackett și Fred Bronson & Brannon Braga                              | 28 octombrie 1991  |
| Wesley vine în vizită pe Enterprise, dar îi găsește pe membrii echipajului dependenți de un joc informatic ce le ia mințile. Invitat special: Ashley Judd în rolul lui Robin Lefler.                                                                                 |    |                           |              |                    | |                    |
| 107 | 7  | „Unification: Part One”   | 45233.1      | Les Landau         | Dramatizare: Jeri Taylor Poveste: Rick Berman & Michael Piller                                                 | 4 noiembrie 1991   |
| Conform unor rapoarte, Spock pare să fi trecut de partea romulanilor. Picard și Data se duc pe Romulus, la bordul unei nave klingoniene camuflate, pentru a investiga.                                                                                               |    |                           |              |                    | |                    |
| 108 | 8  | „Unification: Part Two”   | 45245.8      | Cliff Bole         | Dramatizare: Michael Piller Poveste: Rick Berman & Michael Piller                                              | 11 noiembrie 1991  |
| Spock încearcă să aducă pacea între vulcanieni și romulani, dar cade într-o capcană a romulanilor. |    |                           |              |                    | |                    |
| 109 | 9  | „A Matter of Time”        | 45349.1      | Paul Lynch         | Rick Berman | 18 noiembrie 1991  |
| Un istoric din secolul 26 vizitează nava Enterprise, în timp ce membrii echipajului ajută civilizația de pe o planetă să împiedice instaurarea unei ierni nucleare. Invitat special: Matt Frewer în rolul lui Berlinghoff Rasmussen.                                 |    |                           |              |                    | |                    |
| 110 | 10 | „New Ground”              | 45376.3      | Robert Scheerer    | Dramatizare: Grant Rosenberg Poveste: Sara Charno & Stuart Charno                                              | 6 ianuarie 1992    |
| Worf încearcă să fie un tată pentru fiul lui, Alexander, în timp ce Enterprise ajută la testarea unei noi tehnologii de propulsie. |    |                           |              |                    | |                    |
| 111 | 11 | „Hero Worship”            | 45397.3      | Patrick Stewart    | Dramatizare: Joe Menosky Poveste: Hillary J. Bader                                                             | 27 ianuarie 1992   |
| Data salvează viața unui băiat orfan, care începe să-l imite. |    |                           |              |                    | |                    |
| 112 | 12 | „Violations”              | 45429.3      | Robert Wiemer      | Dramatizare: Pamela Gray & Jeri Taylor Poveste: Shari Goodhartz și T. Michael & Pamela Gray                    | 3 februarie 1992   |
| Un extraterestru ce călătorește la bordul navei Enterprise o molestează telepatic pe Troi și invadează mințile lui Beverly Crusher și William Riker. |    |                           |              |                    | |                    |
| 113 | 13 | „The Masterpiece Society” | 45470.1      | Winrich Kolbe      | Dramatizare: Adam Belanoff & Michael Piller Poveste: James Kahn și Adam Belanoff                               | 10 februarie 1992  |
| Nava Enterprise ajută o îndepărtată colonie umană de eugenie să evite iminenta distrugere, dar îi deranjează echilibrul delicat atunci când îi sfârșește cei 200 de ani de izolare.                                                                                  |    |                           |              |                    | |                    |
| 114 | 14 | „Conundrum”               | 45494.2      | Les Landau         | Dramatizare: Barry Schkolnick Poveste: Paul Schiffer                                                           | 17 februarie 1992  |
| Memoriile echipajului sunt șterse, iar aceștia descoperă că sunt manipulați pentru a juca un rol decisiv într-un război. |    |                           |              |                    | |                    |
| 115 | 15 | „Power Play”              | 45571.2      | David Livingston   | Dramatizare: René Balcer & Herbert J. Wright și Brannon Braga Poveste: Paul Ruben și Maurice Hurley            | 24 februarie 1992  |
| Troi, O'Brien și Data sunt posedați de către niște entități care vor să preia controlul navei. |    |                           |              |                    | |                    |
| 116 | 16 | „Ethics”                  | 45587.3      | Chip Chalmers      | Dramatizare: Ronald D. Moore Poveste: Sara Charno & Stuart Charno                                              | 2 martie 1992      |
| Worf paralizează în urma unui accident și se gândește la sinucidere. Dr. Crusher se consultă cu o cercetătoare care își asumă riscuri majore pentru a-i salva acestuia viața.                                                                                        |    |                           |              |                    | |                    |
| 117 | 17 | „The Outcast”             | 45614.6      | Robert Scheerer    | Jeri Taylor | 16 martie 1992     |
| Riker se îndrăgostește de o persoană androgină după ce salvează alți membri ai speciei ei, prinși într-o zonă de "spațiu nul." |    |                           |              |                    | |                    |
| 118 | 18 | „Cause and Effect”        | 45652.1      | Jonathan Frakes    | Brannon Braga                                                                                                  | 23 martie 1992     |
| Nava Enterprise este blocată într-o buclă de cauzalitate, dar echipajul păstrează parțial memoria instanțelor anterioare. Invitat special: Kelsey Grammer în rolul lui Morgan Bateson.                                                                               |    |                           |              |                    | |                    |
| 119 | 19 | „The First Duty”          | 45703.9      | Paul Lynch         | Ronald D. Moore & Naren Shankar                                                                                | 30 martie 1992     |
| Wesley este anchetat la Academia Flotei Stelare în urma unui accident din timpul antrenamentelor de zbor. Invitat special: Ray Walston în rolul lui Boothby. |    |                           |              |                    | |                    |
| 120 | 20 | „Cost of Living”          | 45733.6      | Winrich Kolbe      | Peter Allan Fields                                                                                             | 20 aprilie 1992    |
| Mama Deannei, Lwaxana, ajunge pe navă pentru a se căsători cu un bărbat pe care nu l-a întâlnit niciodată. Worf întâmpină greutăți în creșterea lui Alexander, iar situația se agravează atunci când Lwaxana îl ia pe băiat sub aripa ei.                            |    |                           |              |                    | |                    |
| 121 | 21 | „The Perfect Mate”        | 45761.3      | Cliff Bole         | Dramatizare: Gary Perconte & Michael Piller Poveste: René Echevarria și Gary Perconte                          | 27 aprilie 1992    |
| Picard se străduiește să reziste farmecelor unei femei metamorfe empatice, trimisă petru a se căsători cu un lider extraterestru ca o ofrandă de pace. Invitat special: Famke Janssen în rolul Kamalei.                                                              |    |                           |              |                    | |                    |
| 122 | 22 | „Imaginary Friend”        | 45852.1      | Gabrielle Beaumont | Dramatizare: Edith Swensen & Brannon Braga Poveste: Jean Louise Matthias și Ronald Wilkerson & Richard Fliegel | 4 mai 1992         |
| Partenera de joacă imaginară a unei fetițe capătă formă materială și amenință siguranța navei Enterprise. |    |                           |              |                    | |                    |
| 123 | 23 | „I, Borg”                 | 45854.2      | Robert Lederman    | René Echevarria                                                                                                | 11 mai 1992        |
| Nava Enterprise salvează un supraviețuitor borg, iar Picard plănuiește să-l folosească drept armă împotriva dușmanului săi absolut, expunându-l unui virus informatic.                                                                                               |    |                           |              |                    | |                    |
| 124 | 24 | „The Next Phase”          | 45892.4      | David Carson       | Ronald D. Moore                                                                                                | 18 mai 1992        |
| Un accident de teleportare îi defazează pe Geordi și pe aspirantul Ro; în timp ce ceilalți le pregătesc ceremonia funerară, ei trebuie să găsească o cale de a anula procesul de defazare și de a salva nava Enterprise de la distrugere.                            |    |                           |              |                    | |                    |
| 125 | 25 | „The Inner Light”         | 45944.1      | Peter Lauritson    | Dramatizare: Morgan Gendel & Peter Allan Fields Poveste: Morgan Gendel                                         | 1 iunie 1992       |
| O sondă spațială inițiază o legătură telepatică cu Picard, determinându-l pe acesta să trăiască o viață întreagă ca un bărbat însurat într-o civilizație distrusă cu un mileniu în urmă, totul în douăzeci și cinci de minute.                                       |    |                           |              |                    | |                    |
| 126 | 26 | „Time's Arrow: Part One”  | 45959.1      | Les Landau         | Dramatizare: Joe Menosky & Michael Piller Poveste: Joe Menosky                                                 | 15 iunie 1992      |
| Un artefact vechi de 500 de ani este descoperit pe Pământ: capul retezat al lui Data. Nava Enterprise cercetează implicarea unor extratereștri în trecutul Pământului, iar Data își îndeplinește destinul.                                                           |    |                           |              |                    | |                    |

### Sezonul 6 (1992–1993)
| # | #  | Titlu                        | Data stelară | Regie              | Scenariu                                                                                | Premiera           |
| --- | -- | ---------------------------- | ------------ | ------------------ | --------------------------------------------------------------------------------------- | ------------------ |
| 127 | 1  | „Time's Arrow: Part Two”     | 46001.3      | Les Landau         | Dramatizare: Jeri Taylor Poveste: Joe Menosky                                           | 21 septembrie 1992 |
| Membrii echipajului navei Enterprise îl urmează pe Data în San Francisco anilor 1890. Aceștia au de-a face cu Samuel Clemens (și îl întâlnesc pe Jack London), în timp ce încearcă să găsească o cale de împiedica un grup de extratereștri să se amestece în istoria Pământului secolului 19. Invitat special: Jerry Hardin în rolul lui Samuel Clemens. |    |                              |              |                    |                                                                                         |                    |
| 128 | 2  | „Realm of Fear”              | 46041.1      | Cliff Bole         | Brannon Braga                                                                           | 28 septembrie 1992 |
| Barclay trebuie să-și depășească frica de teleportare pentru a rezolva un mister. |    |                              |              |                    |                                                                                         |                    |
| 129 | 3  | „Man of the People”          | 46071.6      | Winrich Kolbe      | Frank Abatemarco                                                                        | 5 octombrie 1992   |
| Un ambasador telepat se folosește de mintea Deannei pentru a influența rezultatul misiunii sale. |    |                              |              |                    |                                                                                         |                    |
| 130 | 4  | „Relics”                     | 46125.3      | Alexander Singer   | Ronald D. Moore                                                                         | 12 octombrie 1992  |
| Enterprise cercetează o navă care se prăbușise pe suprafața unei sfere Dyson cu 75 de ani în urmă. Un tipar nedegradat este găsit în tamponul teleportorului, ce se dovedește a fi cel al Dlui Scott. Simțindu-se nelalocul lui și demodat, Scotty este de acord să se întoarcă pe nava lui împreună cu Geordi, pentru a-l ajuta pe acesta să recupereze jurnalul de bord. Cei doi devin unica speranță a navei Enterprise atunci când aceasta este atrasă din întâmplare în interiorul sferei. |    |                              |              |                    |                                                                                         |                    |
| 131 | 5  | „Schisms”                    | 46154.2      | Robert Wiemer      | Dramatizare: Brannon Braga Poveste: Jean Louise Matthias & Ron Wilkerson                | 19 octombrie 1992  |
| Mai mulți membri ai echipajului sunt răpiți și supuși unor experimente în timpul somnului. |    |                              |              |                    |                                                                                         |                    |
| 132 | 6  | „True Q”                     | 46192.3      | Robert Scheerer    | René Echevarria Idea: Matthew Corey                                                     | 26 octombrie 1992  |
| Q dezvăluie un secret despre o tânără din Kansas care se află în vizită pe Enterprise. Invitat special: Olivia D'Abo în rolul Amandei Rogers. |    |                              |              |                    |                                                                                         |                    |
| 133 | 7  | „Rascals”                    | 46235.7      | Adam Nimoy         | Dramatizare: Allison Hock Poveste: Ward Botsford și Diana Dru Botsford & Michael Piller | 2 noiembrie 1992   |
| O defecțiune la sistemul de teleportare îi transformă pe Picard, Keiko, Ro și Guinan în copii, care sunt singura speranță de salvare a navei atunci când sunt lăsați la bord, în timp ce adulții sunt forțați de către pirați Ferengi să depună o muncă periculoasă. |    |                              |              |                    |                                                                                         |                    |
| 134 | 8  | „A Fistful of Datas”         | 46271.5      | Patrick Stewart    | Dramatizare: Robert Hewitt Wolfe și Brannon Braga Poveste: Robert Hewitt Wolfe          | 9 noiembrie 1992   |
| Creierul lui Data este conectat la computerul navei, ceea ce dă naștere unor efecte neprevăzute pe holopunte. |    |                              |              |                    |                                                                                         |                    |
| 135 | 9  | „The Quality of Life”        | 46307.2      | Jonathan Frakes    | Dramatizare și poveste: Naren Shankar Idee: L.J. Scott                                  | 16 noiembrie 1992  |
| Data observă că niște „unelte” automate de pe o stație minieră dau semne de conștiență. Acesta luptă pentru protejarea lor, chiar cu riscul de a pune în pericol viața căpitanului Picard, invocând motivul că este inacceptabil să ucizi o ființă conștientă pentru a o salva pe alta. |    |                              |              |                    |                                                                                         |                    |
| 136 | 10 | „Chain of Command: Part One” | 46357.4      | Robert Scheerer    | Dramatizare: Ronald D. Moore Poveste: Frank Abatemarco                                  | 14 decembrie 1992  |
| Comanda navei Enterprise este încredințată căpitanului Jellico, în timp ce Picard este trimis într-o misiune sub acoperire pe teritoriul Cardassian. Invitat special: Ronny Cox în rolul lui Edward Jellico. |    |                              |              |                    |                                                                                         |                    |
| 137 | 11 | „Chain of Command: Part Two” | 46360.8      | Les Landau         | Frank Abatemarco                                                                        | 21 decembrie 1992  |
| Picard este capturat și torturat de un sadic anchetator cardassian (interpretat de David Warner). |    |                              |              |                    |                                                                                         |                    |
| 138 | 12 | „Ship in a Bottle”           | 46424.1      | Alexander Singer   | René Echevarria                                                                         | 25 ianuarie 1993   |
| Barclay îl trezește din greșeală pe Profesorul Moriarty pe holopunte. Acesta își folosește capacitățile pentru a-i forța pe membrii echipajului să găsească o soluție care să-i permită să părăsească holopuntea. Invitat special: Daniel Davis în rolul profesorului Moriarty. |    |                              |              |                    |                                                                                         |                    |
| 139 | 13 | „Aquiel”                     | 46461.3      | Cliff Bole         | Dramatizare: Brannon Braga & Ronald D. Moore Poveste: Jeri Taylor                       | 1 februarie 1993   |
| Geordi se îndrăgostește de o femeie extraterestră, ofițer al Flotei Stelare, care este suspectată de crimă. Invitat special: Renee Jones în rolul lui Aquiel Uhnari. |    |                              |              |                    |                                                                                         |                    |
| 140 | 14 | „Face of the Enemy”          | 46519.1      | Gabrielle Beaumont | Dramatizare: Naren Shankar Poveste: René Echevarria                                     | 8 februarie 1993   |
| Deanna este recrutată fără voia ei pentru a ajuta în transportarea unor defectori romulani dincolo de granița Imperiului. |    |                              |              |                    |                                                                                         |                    |
| 141 | 15 | „Tapestry”                   | Unknown      | Les Landau         | Ronald D. Moore                                                                         | 15 februarie 1993  |
| Picard este ucis într-un accident. Ajuns în viața de apoi, îl găsește acolo pe Q, care îl determină să-și analizeze alegerile făcute în trecut. |    |                              |              |                    |                                                                                         |                    |
| 142 | 16 | „Birthright: Part One”       | 46578.4      | Winrich Kolbe      | Brannon Braga                                                                           | 22 februarie 1993  |
| Worf află pe stația Deep Space Nine că tatăl lui este încă în viață și că este ținut prizonier de către romulani. Între timp, un experiment de inginerie îi permite din întâmplare lui Data să aibă primul lui vis. Invitat special: James Cromwell în rolul lui Jaglom Shrek. |    |                              |              |                    |                                                                                         |                    |
| 143 | 17 | „Birthright: Part Two”       | 46579.2      | Dan Curry          | René Echevarria                                                                         | 1 martie 1993      |
| Worf, acum prizonier, încearcă să-i învețe pe refugiații klingonieni ce înseamnă să fii un războinic adevărat. |    |                              |              |                    |                                                                                         |                    |
| 144 | 18 | „Starship Mine”              | 46682.4      | Cliff Bole         | Morgan Gendel                                                                           | 29 martie 1993     |
| Niște hoți încearcă să fure trilitium de pe Enterprise în timpul unei scanări Baryon la Rețeaua de antene Remmler, iar Picard trebuie să-i oprească de unul singur. |    |                              |              |                    |                                                                                         |                    |
| 145 | 19 | „Lessons”                    | 46693.1      | Robert Wiemer      | Ronald Wilkerson & Jean Louise Matthias                                                 | 5 aprilie 1993     |
| Picard începe o relație cu o femeie, ofițer pe Enterprise, dar trebuie s-o trimită pe aceasta într-o misiune periculoasă. |    |                              |              |                    |                                                                                         |                    |
| 146 | 20 | „The Chase”                  | 46731.5      | Jonathan Frakes    | Dramatizare: Joe Menosky Poveste: Joe Menosky & Ronald D. Moore                         | 26 aprilie 1993    |
| Picard încearcă să dezlege un vechi mister genetic descoperit de către mentorul său în arheologie, și se confruntă cu o concurență acerbă. Invitat special: Norman Lloyd în rolul lui Richard Galen. |    |                              |              |                    |                                                                                         |                    |
| 147 | 21 | „Frame of Mind”              | 46778.1      | James L. Conway    | Brannon Braga                                                                           | 3 mai 1993         |
| Riker este prizonier într-o instituție de boli psihice extraterestră, care seamănă cu scene dintr-o piesă a lui Beverly. |    |                              |              |                    |                                                                                         |                    |
| 148 | 22 | „Suspicions”                 | 46830.1      | Cliff Bole         | Joe Menosky & Naren Shankar                                                             | 10 mai 1993        |
| Dr. Crusher își riscă propria carieră pentru a rezolva cazul uciderii unui savant ferengi, Dr. Reyga, și pentru a reabilita cercetările acestuia. |    |                              |              |                    |                                                                                         |                    |
| 149 | 23 | „Rightful Heir”              | 46852.2      | Winrich Kolbe      | Dramatizare: Ronald D. Moore Poveste: James E. Brooks                                   | 17 mai 1993        |
| Worf traversează o criză de credință și călătorește într-un loc sacru klingonian, unde figura mitică a lui Kahless se întoarce pentru a conduce poporul klingonian. |    |                              |              |                    |                                                                                         |                    |
| 150 | 24 | „Second Chances”             | 46915.2      | LeVar Burton       | Dramatizare: René Echevarria Poveste: Michael A. Medlock                                | 24 mai 1993        |
| Riker întâlnește o dublură a sa, creată de o defecțiune a teleportorului, care se află blocată pe o planetă. „Thomas” încearcă să câștige afecțiunea Deannei. |    |                              |              |                    |                                                                                         |                    |
| 151 | 25 | „Timescape”                  | 46944.2      | Adam Nimoy         | Brannon Braga                                                                           | 14 iunie 1993      |
| Enterprise este prinsă într-o stare de inerție temporală și se află în pragul distrugerii de către o navă romulană. |    |                              |              |                    |                                                                                         |                    |
| 152 | 26 | „Descent: Part One”          | 46982.1      | Alexander Singer   | Dramatizare: Ronald D. Moore Poveste: Jeri Taylor                                       | 21 iunie 1993      |
| Echipajul întâlnește un grup de drone borg care există ca indivizi, iar Data simte pentru scurt timp ce înseamnă să ai emoții. |    |                              |              |                    |                                                                                         |                    |

### Sezonul 7 (1993–1994)
| # | #     | Titlu                 | Data stelară | Regie              | Scenariu                                                                                 | Premiera           |
| --- | ----- | --------------------- | ------------ | ------------------ | ---------------------------------------------------------------------------------------- | ------------------ |
| 153 | 1     | „Descent: Part Two”   | 47025.4      | Alexander Singer   | René Echevarria                                                                          | 20 septembrie 1993 |
| Grupul de drone borg este condus de către Lore. Data cade sub controlul acestuia atunci când i se transmit emoții negative. |       |                       |              |                    |                                                                                          |                    |
| 154 | 2     | „Liaisons”            | Unknown      | Cliff Bole         | Dramatizare: Jeanne Carrigan Fauci & Lisa Rich Poveste: Roger Eschbacher & Jaq Greenspon | 27 septembrie 1993 |
| Worf și Troi sunt gazde fără de voie pentru doi ambasadori lyraan, în timp ce Picard se prăbușește cu naveta împreună cu un alt lyraan. El este salvat de o femeie umană, care manifestă un comportament ciudat. |       |                       |              |                    |                                                                                          |                    |
| 155 | 3     | „Interface”           | 47215.5      | Robert Wiemer      | Joe Menosky                                                                              | 4 octombrie 1993   |
| Geordi încearcă să salveze nava mamei sale cu ajutorul unei sonde teleghidate. |       |                       |              |                    |                                                                                          |                    |
| 156 | 4     | „Gambit: Part One”    | 47135.2      | Peter Lauritson    | Dramatizare: Naren Shankar Poveste: Christopher Hatton & Naren Shankar                   | 11 octombrie 1993  |
| Echipajul navei Enterprise investighează aparenta ucidere a căpitanului Picard în timpul unei călătorii arheologice. Riker este răpit de un grup de mercenari și îl găsește pe Picard lucrând pentru aceștia, ca membru al echipajului lor.                                                                                     |       |                       |              |                    |                                                                                          |                    |
| 157 | 5     | „Gambit: Part Two”    | 47160.1      | Alexander Singer   | Dramatizare: Ronald D. Moore Poveste: Naren Shankar                                      | 18 octombrie 1993  |
| Picard și Riker îi ajută pe mercenari să obțină niște artefacte arheologice, pentru a se asigura că o veche armă vulcaniană nu va cădea în mâini ostile. |       |                       |              |                    |                                                                                          |                    |
| 158 | 6     | „Phantasms”           | 47225.7      | Patrick Stewart    | Brannon Braga                                                                            | 25 octombrie 1993  |
| Data are vise stranii, în timp ce nava Enterprise întâmpină probleme cu noul miez warp. Dar nu totul este ce pare a fi. |       |                       |              |                    |                                                                                          |                    |
| 159 | 7     | „Dark Page”           | 47254.1      | Les Landau         | Hillary J. Bader                                                                         | 1 noiembrie 1993   |
| O cădere psihică o face pe Lwaxana Troi să cadă într-o comă, iar Deanna face eforturi pentru a-i salva viața. Episodul o prezintă pe o mai tânără Kirsten Dunst, în rolul fetiței pe nume Hedril. |       |                       |              |                    |                                                                                          |                    |
| 160 | 8     | „Attached”            | 47304.2      | Jonathan Frakes    | Nick Sagan                                                                               | 8 noiembrie 1993   |
| Niște extratereștri nevăzuți îi țin prizonieri pe Picard și dr. Crusher sub acuzația de spionaj, iar implanturile experimentale făcute celor doi creează o legătură telepatică între ei. Această legătură îi face să-și recunoască sentimentele ascunse pe care le au unul pentru celălalt.                                     |       |                       |              |                    |                                                                                          |                    |
| 161 | 9     | „Force of Nature”     | 47310.2      | Robert Lederman    | Naren Shankar                                                                            | 15 noiembrie 1993  |
| Doi savanți aduc dovezi că motoarele warp afectează structura spațiului în mod negativ. |       |                       |              |                    |                                                                                          |                    |
| 162 | 10    | „Inheritance”         | 47410.2      | Robert Scheerer    | Dramatizare: Dan Koeppel & René Echevarria Poveste: Dan Koeppel                          | 22 noiembrie 1993  |
| Data întâlnește o femeie care pretinde că este „mama” lui. |       |                       |              |                    |                                                                                          |                    |
| 163 | 11    | „Parallels”           | 47391.2      | Robert Wiemer      | Brannon Braga                                                                            | 29 noiembrie 1993  |
| Worf trece în mod aleatoriu de la o realitate alternativă la alta. |       |                       |              |                    |                                                                                          |                    |
| 164 | 12    | „The Pegasus”         | 47457.1      | LeVar Burton       | Ronald D. Moore                                                                          | 10 ianuarie 1994   |
| Fostul comandant al lui Riker vine pe Enterprise pentru a da de urma navei USS Pegasus. Picard investighează împrejurările pierderii acesteia și descoperă că situația a fost mușamalizată. Episodul îl prezintă pe Terry O'Quinn în rolul amiralului Eric Pressman.                                                            |       |                       |              |                    |                                                                                          |                    |
| 165 | 13    | „Homeward”            | 47423.9      | Alexander Singer   | Dramatizare: Naren Shankar Poveste: Spike Steingasser Idea: William N. Stape             | 17 ianuarie 1994   |
| Fratele vitreg uman al lui Worf încalcă Prima Directivă pentru a salva o specie primitivă, sortită pieirii. |       |                       |              |                    |                                                                                          |                    |
| 166 | 14    | „Sub Rosa”            | Unknown      | Jonathan Frakes    | Dramatizare: Brannon Braga Poveste: Jeri Taylor Idea: Jeanna F. Gallo                    | 31 ianuarie 1994   |
| Dr. Crusher participă la înmormântarea bunicii ei și îndeplinește o tradiție de familie mai neobișnuită. |       |                       |              |                    |                                                                                          |                    |
| 167 | 15    | „Lower Decks”         | 47566.7      | Gabrielle Beaumont | Dramatizare: René Echevarria Poveste: Ronald Wilkerson & Jean Louise Matthias            | 7 februarie 1994   |
| Un grup de ofițeri juniori se luptă pentru promovare atunci când unul dintre ei primește periculoasa sarcină de a ajuta un spion cardassian. |       |                       |              |                    |                                                                                          |                    |
| 168 | 16    | „Thine Own Self”      | 47611.2      | Winrich Kolbe      | Dramatizare: Ronald D. Moore Poveste: Christopher Hatton                                 | 14 februarie 1994  |
| Data își pierde memoria după ce recuperează niște fragmente radioactive de pe suprafața unei planete și pune în pericol așezarea umanoidă pe care o întâlnește. Între timp, Deanna studiază pentru a deveni ofițer pe punte. |       |                       |              |                    |                                                                                          |                    |
| 169 | 17    | „Masks”               | 47615.2      | Robert Wiemer      | Joe Menosky                                                                              | 21 februarie 1994  |
| Enterprise descoperă o veche bibliotecă ce recreează civilizația care a construit-o, preluând controlul asupra lui Data și transformând nava. |       |                       |              |                    |                                                                                          |                    |
| 170 | 18    | „Eye of the Beholder” | 47622.1      | Cliff Bole         | Dramatizare: René Echevarria Poveste: Brannon Braga                                      | 28 februarie 1994  |
| Deanna investighează sinuciderea unui membru al echipajului și scoate la iveală o crimă ce a avut loc în timpul construcției navei Enterprise. |       |                       |              |                    |                                                                                          |                    |
| 171 | 19    | „Genesis”             | 47653.2      | Gates McFadden     | Brannon Braga                                                                            | 21 martie 1994     |
| Un tratament medical de rutină creează din întâmplare un virus care îi face pe membrii echipajului de pe Enterprise să involueze, în timp ce Picard și Data sunt plecați într-o misiune. Acesta este primul și singurul episod regizat de Gates McFadden, interpreta dr-ului Crusher.                                           |       |                       |              |                    |                                                                                          |                    |
| 172 | 20    | „Journey's End”       | 47751.2      | Corey Allen        | Dramatizare și poveste: Ronald D. Moore Idee: Shawn Piller & Antonia Napoli              | 28 martie 1994     |
| Wesley se gândește la viitorul său, în timp ce Enterprise primește ordine să înlăture niște coloniști amerindieni de pe o planetă ce este pe cale de a intra sub jurisdicția cardassienilor. Invitat special: Richard Poe în rolul lui Gul Evek. Acest episod marchează ultima apariție a lui Eric Menyuk în rolul Călătorului. |       |                       |              |                    |                                                                                          |                    |
| 173 | 21    | „Firstborn”           | 47779.4      | Jonathan West      | Dramatizare: René Echevarria Poveste: Mark Kalbfeld                                      | 25 aprilie 1994    |
| Worf încearcă să-l convingă pe fiul său Alexander să-i îmbrățișeze moștenirea de războnic. Invitat special: James Sloyan în rolul lui K'mtar. |       |                       |              |                    |                                                                                          |                    |
| 174 | 22    | „Bloodlines”          | 47829.1      | Les Landau         | Nick Sagan                                                                               | 2 mai 1994         |
| DaiMon Bok se întoarce pentru a se răzbuna pe Picard încercând să-i ucidă fiul pe care acesta nu știuse niciodată că-l avea. Invitat special: Lee Arenberg în rolul lui DaiMon Bok. |       |                       |              |                    |                                                                                          |                    |
| 175 | 23    | „Emergence”           | 47869.2      | Cliff Bole         | Dramatizare: Joe Menosky Poveste: Brannon Braga                                          | 9 mai 1994         |
| Nava Enterprise devine o inteligență emergentă. |       |                       |              |                    |                                                                                          |                    |
| 176 | 24    | „Preemptive Strike”   | 47941.7      | Patrick Stewart    | Dramatizare: René Echevarria Poveste: Naren Shankar                                      | 16 mai 1994        |
| Aspirantul Ro absolvă un program avansat de instruire tactică și este trimisă de Picard pentru a ademeni teroriști din gruparea Maquis într-o capcană. Invitat special: Richard Poe în rolul lui Gul Evek. |       |                       |              |                    |                                                                                          |                    |
| 177/178 | 25/26 | „All Good Things...”  | 47988.1      | Winrich Kolbe      | Ronald D. Moore & Brannon Braga                                                          | 23 mai 1994        |
| Picard alternează între trei perioade temporale datorită lui Q. O distorsiune în spațiu-timp amenință să distrugă realitatea, devenind mai mare în trecut și mai mică în viitor. |       |                       |              |                    |                                                                                          |                    |